# Estadio José Lorgio Zambrano
El estadio Dr. José Lorgio Zambrano Ibañez popularmente conocido como el "Estadio Yoyo Zambrano" es uno de los principales escenarios deportivos de la ciudad de Trinidad capital del Departamento del Beni junto al Estadio Gran Mamoré. Su principal uso es el albergue de encuentros de futbol siendo sede de equipos locales de la región, recibiendo mayormente competencias de la Asociación Beniana de Fútbol como también partidos del Campeonato de Ascenso de Fútbol (Bolivia) denominado Copa Simón Bolívar.

## Historia
Durante la década del año 1939 la Asociación Beniana de Fútbol de ese entonces tomó posesión de un terreno urbano con un área de 17.933 metros cuadrados ubicado en la Zona Fátima de la ciudad de Trinidad. Desde ese momento, la asociación utilizó el espacio como su campo principal para la práctica y el desarrollo del fútbol local. Durante muchos años, ningún ciudadano u organización cuestionó su derecho de posesión, lo cual permitió que la Asociación Beniana de Fútbol mantuviera el terreno de forma pacífica y pública.
El desarrollo del estadio fue un proyecto impulsado por el esfuerzo de la comunidad. En 1945, la Asociación Beniana de Fútbol y el Comité Departamental de Deportes del Beni, junto con otros miembros de la sociedad civil, colaboraron para construir las primeras graderías. Sin embargo, dichas graderías fueron destruidas por causas de las inundaciones que azotaba a la ciudad en 1947, dejando el terreno en su estado inicial. A pesar de esto, la Asociación Beniana de Fútbol continuó utilizando el lugar, manteniéndolo como un espacio deportivo esencial para la comunidad de Trinidad.
A finales de la década de 1960, el interés por modernizar el estadio creció, y en 1969 se conformó un Comité Pro-Estadio integrado por clubes deportivos e instituciones de la región. Este comité tenía como objetivo principal llevar adelante la construcción de un estadio que no solo sirviera para el fútbol, sino también para eventos de atletismo. Fue entonces cuando el Dr. José Lorgio Zambrano Ibáñez, actual presidente de la ABF de esa década, se comprometió a liderar el proyecto y logró la construcción del estadio entre 1970 y 1971, transformando el terreno en un moderno escenario deportivo que aún se utiliza en la actualidad para campeonatos locales y regionales.
A lo largo de los años, el estadio experimentó varias remodelaciones. En el año 2000, la infraestructura recibió mejoras y el mismo año el estadio fue escenario deportivo de la final de temporada de la Liga del Fútbol Profesional Boliviano encuentro que fue protagonizado por el Club Deportivo Jorge Wilstermann y el Club Deportivo Oriente Petrolero. Tuvieron que pasar muchos años para que luego en el año 2012 se añadieran nuevos ambientes, consolidando el estadio como uno de los principales escenarios deportivos del departamento de Beni. Sin embargo, estos actos de remodelación y ampliación no solucionaron un tema crítico: la falta de un título de propiedad formal para la ABF sobre el terreno.
El aspecto legal en torno a la propiedad del estadio es complejo. En 2014, la ABF intentó obtener el título de propiedad del terreno a través de una acción de usucapión, una figura legal que permite adquirir la propiedad de un bien tras poseerlo de manera pública, pacífica y continua por un periodo de tiempo estipulado. La ABF argumentaba que, tras décadas de uso sin oposición y con una serie de mejoras hechas al inmueble, era justo que se le reconociera como propietaria.
Sin embargo, el Gobierno Autónomo Municipal de Trinidad se opuso a esta demanda. Argumentó que el terreno era propiedad pública y, como tal, inalienable e imprescriptible según la legislación boliviana. El municipio también destacó que, desde los años 90, la comunidad había contribuido activamente a la construcción y mejora del estadio, lo que lo convertía en un bien común, y que la ABF nunca había demostrado formalmente intención de actuar como propietaria al no registrar el terreno ni pagar impuestos por él.
Además, Ernestina Gutiérrez Muñoz, una de las personas involucradas en el proceso, argumentó que su padre, Pedro Antonio Gutiérrez, había sido uno de los antiguos propietarios del terreno y que había donado parte de él al Comité Departamental de Deportes para beneficio de la comunidad. Esto añadía otro nivel de complejidad, ya que la familia Gutiérrez sostenía que nunca hubo una transferencia oficial que diera a la ABF la titularidad de esos terrenos.
El proceso judicial se desarrolló en diferentes etapas y tribunales. Inicialmente, el juez de primera instancia falló a favor de la ABF, reconociendo su derecho de propiedad sobre el terreno por usucapión. Sin embargo, el Gobierno Autónomo Municipal de Trinidad y el Servicio Departamental de Deportes del Beni apelaron esta decisión, y la disputa llegó hasta el Tribunal Supremo de Justicia. En esta instancia, el Tribunal Supremo declaró que el recurso de casación presentado por el Servicio Departamental de Deportes del Beni era improcedente, lo que en la práctica significaba que la ABF podía seguir utilizando el terreno, pero sin derechos plenos de propiedad.
Durante este proceso, el Tribunal Supremo evaluó un convenio de copropiedad firmado en 1974 entre la ABF, el Comité Organizador de los Juegos Deportivos Bolivarianos, y otros organismos estatales, que había otorgado a la ABF derechos de administración y una participación en la infraestructura del estadio, pero no en el terreno propiamente dicho. La Corte Suprema dictaminó que los bienes públicos, como este estadio, no pueden ser objeto de usucapión, incluso si una entidad privada los ha utilizado de forma continua. La decisión se basó en el principio de imprescriptibilidad de los bienes públicos, que establece que los bienes de dominio público no pueden ser adquiridos por particulares a través del tiempo.
El Estadio Dr. José Lorgio (Yoyo) Zambrano Ibañez sigue siendo un terreno en disputa en términos legales. La Asociación Beniana de Fútbol ha mantenido su posesión y ha mejorado la infraestructura durante más de siete décadas, pero no puede obtener la titularidad del terreno debido a su carácter de bien público. Este estadio representa no solo un espacio físico, sino también un símbolo del esfuerzo colectivo y la pasión por el deporte en Trinidad.